# Ligningsrådet
Ligningsrådet var et dansk centralt organ, der sammen med den nu nedlagte Told- og Skattestyrelsen tidligere udgjorde den øverste myndighed på skattelignings- og vurderingsområdet i Danmark. Opgaven har siden 2005 været placeret hos Skatterådet og SKAT.
| Politik | Spire Denne artikel om politik og ideologi er en spire som bør udbygges. Du er velkommen til at hjælpe Wikipedia ved at udvide den. |